# قلعه زروای ورزقان
قلعه زروای ورزقان مربوط به هزاره اول قبل از میلاد است و در ۱ کیلومتری جنوب ورزقان واقع شده و این اثر در تاریخ ۲۷ اسفند ۱۳۸۷ با شمارهٔ ثبت ۲۶۳۸۳ به‌عنوان یکی از آثار ملی ایران به ثبت رسیده است.